# Silicotextulina
Silicotextulina es un género de foraminífero bentónico de estatus incierto, aunque considerado un sinónimo posterior de Suggrunda de la familia Fursenkoinidae, de la superfamilia Fursenkoinoidea, del suborden Buliminina y del orden Buliminida. Su especie tipo era Silicotextulina diatomitarum. Su rango cronoestratigráfico abarcaba el Mioceno.

## Discusión
Clasificaciones previas incluían Silicotextulina en el suborden Rotaliina del orden Rotaliida.

## Clasificación
Silicotextulina incluye a las siguientes especies:
- Silicotextulina deflandrei †
- Silicotextulina diatomitarum †